# Arianops unicoi
Arianops unicoi är en skalbaggsart som beskrevs av Barr 1974. Arianops unicoi ingår i släktet Arianops och familjen kortvingar. Inga underarter finns listade i Catalogue of Life.